# Український вісник (1906)
«Український вісник» (рос. дореф. Украинскій вѣстникъ) — громадсько-політичний і економічний тижневик, орган української парламентарної громади. Виходив російською мовою у Петербурзі. Видавався від 21 травня до 7 вересня 1906 року, ча часів І-ї Думи, де була створена Українська думська громада (депутатська фракція), для ознайомлення українського і російського громадянства з українським питанням.
Головний редактор — Максим Славинський.
Визначніші співробітники: Михайло Грушевський, Дмитро Дорошенко, Олександр Лотоцький, Михайло Могилянський, Дмитро Овсянико-Куликовський, Олександр Русов, Софія Русова, Михайло Туган-Барановський.
З українських парламентарів з тижневиком співробітничали Дмитро Багалій, Микола Біляшівський, Павло Чижевський. Володимир Шемет, Ілля Шраг.
У липні 1906 І Державну думу Російської імперії було розпущено, видання тижневика «Украинскій вѣстникъ» припинено. Вийшло 14 чисел, останній номер вийшов 7 вересня 1906 року.